# Hans Rudi Fischer

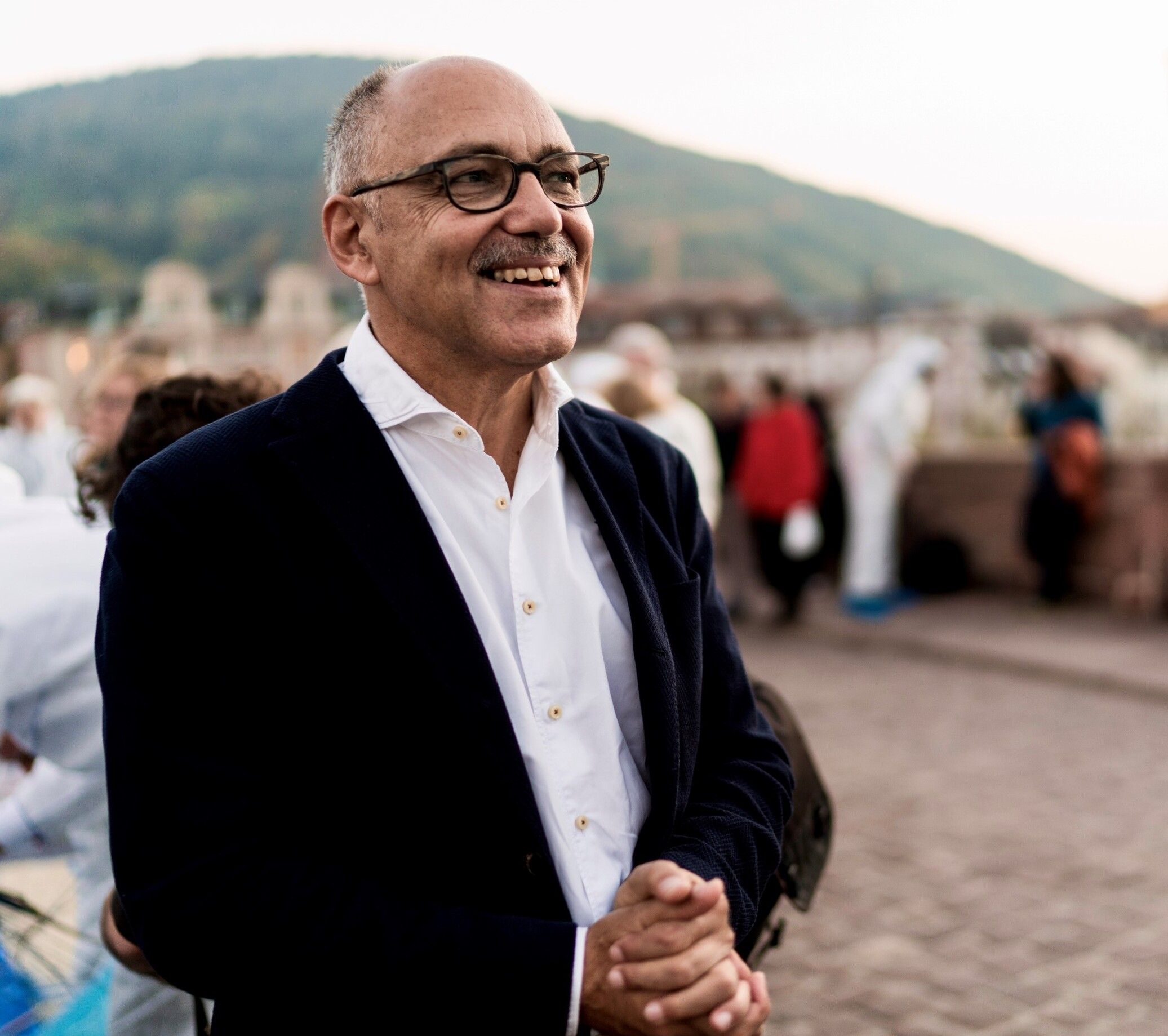
Hans Rudi Fischer

Hans Rudi Fischer (* 1952) ist ein deutscher Psychologe und Fachbuch-Autor. Fischer hat den „systemischen Diskurs“ der Heidelberger Schule seit Ende der 1980er Jahre mitgestaltet und den Transfer der systemischen Theorie in die organisationale Praxis geprägt.

## Leben
Nach einer Ausbildung zum Industriekaufmann studierte er Philosophie und Psychologie und promovierte 1986 an der Universität Heidelberg mit einer interdisziplinären Arbeit zur philosophischen Psychologie Wittgensteins. Danach folgte eine Tätigkeit als Programmierer (Datenbankanwendung) und Autor von Softwarebüchern.
Von 1988 bis 1992 war er wissenschaftlicher Mitarbeiter der Abteilung für psychoanalytische Grundlagenforschung und Familientherapie (Direktor: Helm Stierlin) an der Psychosomatischen Universitätsklinik Heidelberg. Seit 1988 arbeitet er als Organisationsberater und Coach in der Wirtschaft.
Er ist Mitbegründer (1990) und seit 1999 Vorsitzender des Heidelberger Instituts für systemische Forschung.
Er ist Gründer und seit 1999 Geschäftsführer des Zentrums für systemische Forschung und Beratung (zsfb) und zweiter Vorstandsitzender der IGST.
Er ist Autor und Herausgeber von über 20 Büchern und mehr als 200 Aufsätzen.
Von 2002 bis 2020 war er Herausgeber der interdisziplinären Zeitschrift Familiendynamik. -Systemische Praxis und Forschung, die im Stuttgarter Klett-Cotta Verlag erscheint.

## Schriften (Auswahl)
- Sprache und Lebensform. Wittgenstein über Freud und die Geisteskrankheit. (= Monographien zur philosophischen Forschung. Band 242). 2., verb. Auflage. Auer, Heidelberg 1991, ISBN 3-927809-08-X.
- Ludwig Wittgenstein. Supplemente zum hundertsten Geburtstag (= Janus Wissenschaft. Band 11). Janus, Köln 1989, ISBN 3-922607-91-8.
- (Hrsg.): Autopoiesis. Eine Theorie im Brennpunkt der Kritik. 2., verbesserte Auflage. Auer, Heidelberg 1993, ISBN 3-927809-07-1.
- mit Arnold Retzer und Jochen Schweitzer: Das Ende der großen Entwürfe und das Blühen systemischer Praxis. 2. Auflage. Suhrkamp, Frankfurt am Main 1993, ISBN 3-518-28632-3. (Spanisch: El final de los grandes proyectos. Gedisa, Barcelona 1997)
- mit Jochen Schweitzer und Arnold Retzer: Systemische Praxis und Postmoderne. 2. Auflage. Suhrkamp, Frankfurt am Main 1994, ISBN 3-518-28633-1)
- mit Detlef B. Linke: Kaum gedacht, bist du zersprungen. Gedichte mit Aussprache. Janus, Köln 1992, ISBN 3-922607-15-2.
- Die Wirklichkeit des Konstruktivismus. Zur Auseinandersetzung mit einem neuen Paradigma. 2. Auflage. Auer, Heidelberg 1998, ISBN 3-927809-25-X.
- mit Gunthard Weber: Individuum und System. Suhrkamp, Frankfurt am Main 2000, ISBN 3-518-29049-5.
- mit Siegfried J. Schmidt: Wirklichkeit und Welterzeugung. In memoriam Nelson Goodman. Auer, Heidelberg 2000, ISBN 3-89670-127-4.
- Eine Rose ist eine Rose… Zur Rolle und Funktion von Metaphern in Wissenschaft und Therapie. Velbrück, Weilerswist 2005, ISBN 3-934730-90-6.
- Wie kommt Neues in die Welt? Phantasie, Intuition und der Ursprung von Kreativität. 2. Auflage. Velbrück, Weilerswist 2014, ISBN 978-3-942393-72-0.
- mit Ulrike Borst und Arist von Schlippe: Was tun? Fragen und Antworten aus der systemischen Praxis. Ein Kompass für Beratung, Coaching und Therapie. Klett-Cotta, Stuttgart 2015, ISBN 978-3-608-94583-6.
- mit Heinz K. Stahl, Peter Schettgen und Hans Schlipat (Hrsg.): Dienende Führung. Zu einer neuen Balance zwischen ICH und WIR. Schmidt, Berlin 2019, ISBN 978-3-503-18791-1.
- Konversionsgebiete des Denkens: Ambivalenzen, Paradoxien und Paralogien als Quellen von Neuem. Velbrück, Weilerswist 2021, ISBN 978-3-95832-248-6.
- Sprache, Grammatik und Lebensform: Wittgensteins Beitrag zur Philosophie der Psychologie. wbg Academic, Darmstadt 2021, ISBN 978-3-534-40605-0.
- Führungsphilosophie. In: Konfliktdynamik. 3/2020, S. 159–171, doi:10.5771/2193-0147-2020-3-159.
- Servant Leadership as a path to communitarian action. Hans Rudi Fischer im Gespräch mit Amitai Etzioni. In: Konfliktdynamik. 3/2020, S. 229, doi:10.5771/2193-0147-2020-3-229
- Ins dazwischen. Expedition in das Krisengebiet der Vernunft. Konturen, Wien/Hamburg 2023, ISBN 978-3-902968-89-0.